# Čierna nad Tisou
Čierna nad Tisou (Ungarsk: Tiszacsernyő) er en lille by i det sydøstlige Slovakiet. Den nævnes første gang skriftligt i 1828 , og den er det lavest beliggende byområde i Slovakiet.
Året 1947 blev afgørende for byens udvikling, for da blev der oprettet en godsbanegård på stedet. Her skulle varestrømmen til og fra Sovjetunionen (i dag: Rusland) ledes igennem på grund af et nødvendigt hjulskifte under samtlige godsvogne, da det russiske jernbanenet har en større sporvidde end det almindelige europæiske. I 1957 udskilte man byen fra sognet Čierna, og i 1969 blev dens status som by endeligt godkendt.
Čierna nad Tisou blev internationalt kendt på grund af de hårde forhandlinger, der foregik dér mellem repræsentater for den sovjetiske ledelse og den tjekkoslovakiske ledelse i dagene 29. juli-1.august 1968 (se Forhandlingerne i Čierna nad Tisou)

## Eksterne links
- Informationer om byen Arkiveret 15. marts 2008 hos  Wayback Machine (slovakisk)
- Informationer om godsbanegården (slovakisk)

48°24′N 22°06′Ø / 48.4°N 22.1°Ø